# You Are the One
"You Are The One" é um single da banda norueguesa A-ha, lançado no ano de 1988. Foi o quarto single do álbum Stay on These Roads.
O videoclipe foi filmado em Nova York, Estados Unidos, e mostra lugares famosos da cidade como World Trade Center (torres gêmeas), o restaurante "Moondance Diner" e o Central Park. O clipe teve a direção de Damon Heath.

## Faixas do single
7" single
1. "You Are the One" (remix) — 3:48
2. "Out of Blue Comes Green" (versão do álbum) — 6:25

3" maxi
1. "You Are the One" (7" remix) — 3:48
2. "Scoundrel Days" (versão do álbum) — 3:56
3. "Out of Blue Comes Green" (versão do álbum) — 6:25

12" single (1989)
1. "You Are The One" (12" Remix) — 6:25
2. "You Are The One" (instrumental) — 4:00
3. "Out of Blue Comes Green" (versão do álbum) — 6:25

## Desempenho nas paradas musicais
| Parada musical (1988) | Melhor posição |
| --------------------- | -------------- |
| Irish Singles Chart   | 12             |
| UK Singles Chart      | 13             |
| French Singles Chart  | 21             |
| Media Control Charts  | 30             |
| Dutch Top 40          | 56             |

## Créditos
- Morten Harket – Vocal
- Magne Furuholmen – Teclados, vocal
- Paul Waaktaar-Savoy – Guitarra, vocal

## Referência
http://norwegiancharts.com/showitem.asp?interpret=a-ha&titel=Stay+On+These+Roads&cat=a